# La mujer sin cabeza
La mujer sin cabeza (pt: A Mulher Sem Cabeça) é um filme argentino dirigido por Lucrecia Martel, produzido em 2007 por Lucrecia Martel y Aquafilmes (Argentina), El Deseo (Espanha), Slot Machine (França), Teodora Films e R&C Produzioni (Itália), com estreia em 21 de agosto de 2008.